# Jürgen Heimlich (Schriftsteller)
Jürgen Heimlich (* 26. Jänner 1971 in Wien) ist ein österreichischer Schriftsteller. Er ist Autor von Romanen, Erzählungen, Theaterstücken, Essays und Sachbüchern.

## Leben
Nach einer Ausbildung zum Verlagskaufmann arbeitete Jürgen Heimlich für längere Zeit im öffentlichen Dienst als Sachbearbeiter. Er war auch Ausbilder von kaufmännischen Lehrlingen. Zudem war und ist er als Redakteur und Rezensent tätig.
Heimlich lebt und arbeitet in Wien. Er ist Mitglied der IG Autorinnen Autoren.

## Werk
Durch die Verlagsausbildung entwickelte sich in ihm eine Leidenschaft für Literatur. Im Alter von 18 Jahren entstanden erste eigene literarische Texte und Romanversuche. Er veröffentlichte ab 1992 in Literaturzeitschriften und Anthologien. Es folgten Einzelveröffentlichungen in Form von Romanen, Erzählungen und Sachbüchern. Jürgen Heimlich gilt als Kenner von Friedhöfen und hat in diesem Kontext zwei Sachbücher veröffentlicht. 2008 den Zentralfriedhofs-Führer und 2016 Wiener Friedhöfe – eine Entdeckungsreise.
Von 2007 bis 2012 agierte Jürgen Heimlich als Krimi-Autor. In diesem Zeitraum entstand eine Krimi-Trilogie rund um den schrulligen Chefinspektor Kneiffer. 2009 bis 2012 nahm er an der Wiener Kriminacht teil. Seit dem Jahr 2014 ist er besonders an historischen Themen interessiert. Er schrieb und veröffentlichte 2015 den Roman Das Geheimnis von Willoughby, der auf einer wahren Begebenheit beruht.
Er ist seit 2001 als Rezensent für die Online-Literaturzeitschrift "sandammeer" tätig. Zudem trat er 2011 mit dem Kurzdokumentarfilm Zentralfriedhof, der Film in Zusammenarbeit mit Peter Bosch in Erscheinung. Seit 2016 engagiert er sich für die Etablierung der einfachen Sprache. 2019 fand im Theater 7ieben&7iebzig in Innsbruck die Premiere seines Theaterstücks für Kinder, Dialog mit meinem Schatten, statt, wo es um das Thema Mobbing in der Schule geht.

## Publikationen (Auswahl)
- Zentralfriedhofs-Führer; Sachbuch; Tredition, Hamburg, 2008, ISBN 978-3-940921-48-2.
- Die schüchterne Zeugin; Roman, Arovell-Verlag, Gosau-Wien-Salzburg, 2009, ISBN 978-3-902547-85-9.
- Ende eines Genies; Roman, Arovell-Verlag, Gosau-Wien-Salzburg, 2011, ISBN 978-3-902808-03-5.
- Zentralfriedhof, der Krimi; Roman, Tredition, Hamburg, 2012, ISBN 978-3-8424-9494-7.
- Wunschfrei; Erzählung, Arovell-Verlag, Gosau-Wien-Salzburg, 2014, ISBN 978-3-902808-57-8.
- Das Geheimnis von Willoughby; Roman, eclipse books, Seedorf, 2015, ISBN 978-3-946421-01-6.
- Wiener Friedhöfe – eine Entdeckungsreise; Sachbuch, my morawa, 2016, ISBN 978-3-99049-729-6.
- Frau Else gibt ein Interview; Roman in einfacher Sprache; naundob, 2017, ISBN 978-3-946185-12-3.
- Mathilde und ein Vogel namens Kafka; Roman in einfacher Sprache; naundob, 2018, ISBN 978-3-946185-18-5.
- Wiener Zentralfriedhofs-Führer; Sachbuch; Tredition, Hamburg, 2019, ISBN 978-3-7469-9433-8.
- als Herausgeber: Einer und Keiner von 600 Hingerichteten. Verteidigungsstrategien und Vermächtnisse von Widerstandskämpfern gegen das NS-Regime; Innsalz, Munderfing, 2021, ISBN 978-3-903321-56-4
- Blumfeld und der Tod; Erzählungen mit Comic-Skizzen von Thomas Fatzinek; Buchschmiede, Wien, 2024, ISBN 978-3-99165-267-0.